# 33 (число)
Вижте пояснителната страница за други значения на 33.
Трийсет и три (също и тридесет и три) е естествено число, предхождано от трийсет и две и следвано от трийсет и четири. С арабски цифри се записва 33, а с римски – XXXIII. Числото 33 е съставено от двукратно изписаната цифра от позиционните бройни системи – 3 (три).

## Математика
- 33 е нечетно число.
- 33 е съставно число.
- 33 е безквадратно число.
- 33 е репдиджит (число, съставено от една и съща цифра).
- 33 е палиндромно число (еднакво при прочитане и в двете посоки).
- 33 е сбор от първите четири положителни факториела (1!+2!+3!+4! = 33).

## Други
- 33 е атомният номер на химичния елемент арсен.
- 33-тият ден от годината е 2 февруари.
- 33 букви има руската азбука.
- Телефонният код на Франция е +33.